# Сатингтон (Коннектикут)
Сатингтон (англ. Southington) — город в округе Хартфорд, штате Коннектикут, США. По переписи 2010 года в городе проживает 43069 человек.

## История
Первые европейские переселенцы появились в этих местах в 1698 году. Их поселение было известно как Южный Фармингтон, впоследствии название сократилось до современного. В 1770 году Сатингтон посетил генерал Джордж Вашингтон. В 1779 году поселение приобрело статус города. До конца 19 века представляло собой типично сельское поселение. С начала 20 века Сатингтон стал развиваться как промышленный центр.

## География
Через город протекает река Куиннипиак.

## Демография
Расовый состав жителей города: 96,45 % — белые; 0,86 % — афроамериканцы; 0,09 % — американские индейцы; 1,04 % — азиаты; 0,01 % — гавайцы или жители Океании; 0,57 % — другие расы; 0,98 % — представители двух и более рас.

## Образование
В городе 8 начальных школ, 2 — средних и 1 — высшая, а также расположен вуз — Линкольн-колледж Новой Англии.